# Beruwala
Beruwala è una città dello Sri Lanka, situata nella Provincia Occidentale.